# 番子寮 (嘉義縣)
番子寮，原寫為番仔藔，是臺灣嘉義縣水上鄉的一個傳統地域名稱，位於該鄉南部。相較於今日行政區，其範圍大致包括義興村、中庄村、忠和村。

## 歷史
台灣清治末期至日治初期，番子寮地區為一街庄，稱為「番仔藔庄」，隸屬於下茄苳南堡。該庄西及北隔八掌溪及其支流赤蘭溪與外溪洲庄、水堀頭街、柳仔林庄、崎仔頭庄、下六庄為界，東與三界埔庄為鄰，東南邊及南邊為牛稠埔庄、馬稠后庄、詔安厝庄。
1901年（日治明治三十四年）11月，全台設置二十廳，該庄隸屬於鹽水港廳。1909年（明治四十二年）10月，合併二十廳為十二廳，該庄改隸屬於嘉義廳。1920年（大正九年），廢十二廳改設五州二廳，該庄改制為「番子寮」大字，隸屬於臺南州嘉義郡水上庄。
戰後水上庄改制為水上鄉，隸屬於臺南縣，大字亦改制為村。1950年雲、嘉、南分治，水上鄉改隸屬於嘉義縣。

## 聚落
本地區發展較早的聚落為下菜園、溪洲仔、番仔藔、紅毛藔、石仔硄（石仔缸）、半月中、檳榔樹下等，在日治期初期的官方地圖上已有記載。此外，本地區尚有埤寮、中庄、國際城等聚落。

## 交通
省道台82線又稱「東西向快速公路－東石嘉義線」，大致以西南西—東北東走向經過本地區北部，並於境內鄉道嘉175線交會處設有中和交流道。由此可快速前往鹿草、朴子、東石等地。
縣道165號是中埔鄉後庄至官田的道路，大致以北北東—南南西走向轉東北—西南走向再轉北偏東—南偏西走向蜿蜒經過本地區東部。由該道路向北北東可前下六地區的後庄並止於省道台18線路口，向南偏西可前往白河、東山、柳營、六甲、官田並止於省道台1線路口。
縣道168號是東石鄉至水上鄉中庄的道路，其東側端點位於本地區中部偏東縣道165號路口。由此向西南西轉西偏北出境後，可前往水上市區、太保、朴子、東石並止於東石市區。
鄉道嘉136線是中庄至柚仔宅的道路，其西側端點位於本地區中部偏東縣道165號路口。由此向南南東蜿蜒出境後，轉東南可前往牛稠埔、柚仔宅並止於鄉道嘉138線路口。
鄉道嘉137線是番子寮至三角潭的道路，其北側端點位於本地區中部偏西番子寮聚落西側的縣道168號路口。由此向南南西蜿蜒而行並止於嘉義、臺南邊界；續行可接臺南市區道南89-1線以前往白河區海豐厝。
鄉道嘉138線是檳榔宅仔至石硦的道路，其西側端點位於本地區東北部縣道165號路口。由此向東南轉東蜿蜒出境後，可前往三界埔、柚子宅、白芒埔、頂埔、石硦並止於鄉道嘉135線路口。
鄉道嘉175線（中義路）是中庄至紅毛寮的道路，大致以北北東—南南西走向轉北偏西—南偏東走向經過本地區中部。由該道路向北北東可前往崎子頭並止於嘉義縣、市邊界，續行可接湖子內路前往嘉義市區；向南偏東可前往嘉義、臺南邊界，續行可接臺南市區道南86-1線以前往白河區草店。

## 學校
- 忠和國中
- 忠和國小
- 義興國小